# Milíčov (okres Rakovník)
Milíčov (Duits: Militschow of Millitschau) is een Tsjechische plaats in de gemeente Šípy in de regio Midden-Bohemen en maakt deel uit van het district Rakovník.
Milíčov telt 30 inwoners.

## Geschiedenis
De eerste schriftelijke vermelding van het dorp dateert van 1327.
Tussen 1850 en 1979 en sinds 24 november 1990 maakte het dorp deel uit van de gemeente Šípy. Van 1 januari 1980 tot 23 november 1990 maakte het samen met de gemeente Šípy deel uit van de gemeente Čistá.

## Bezienswaardigheden
- Sint-Petruskerk

## Galerij

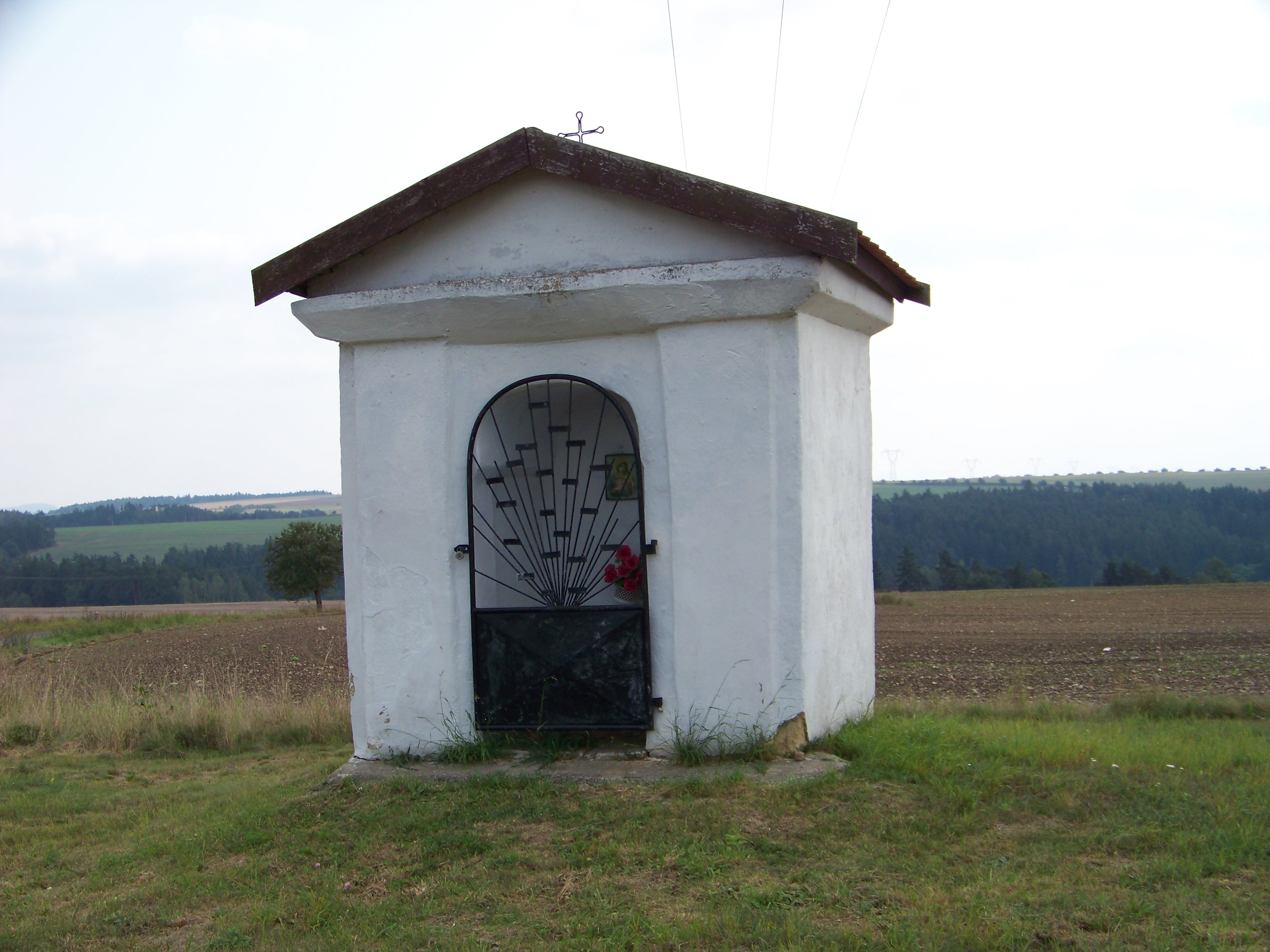
Kapelletje in een weiland
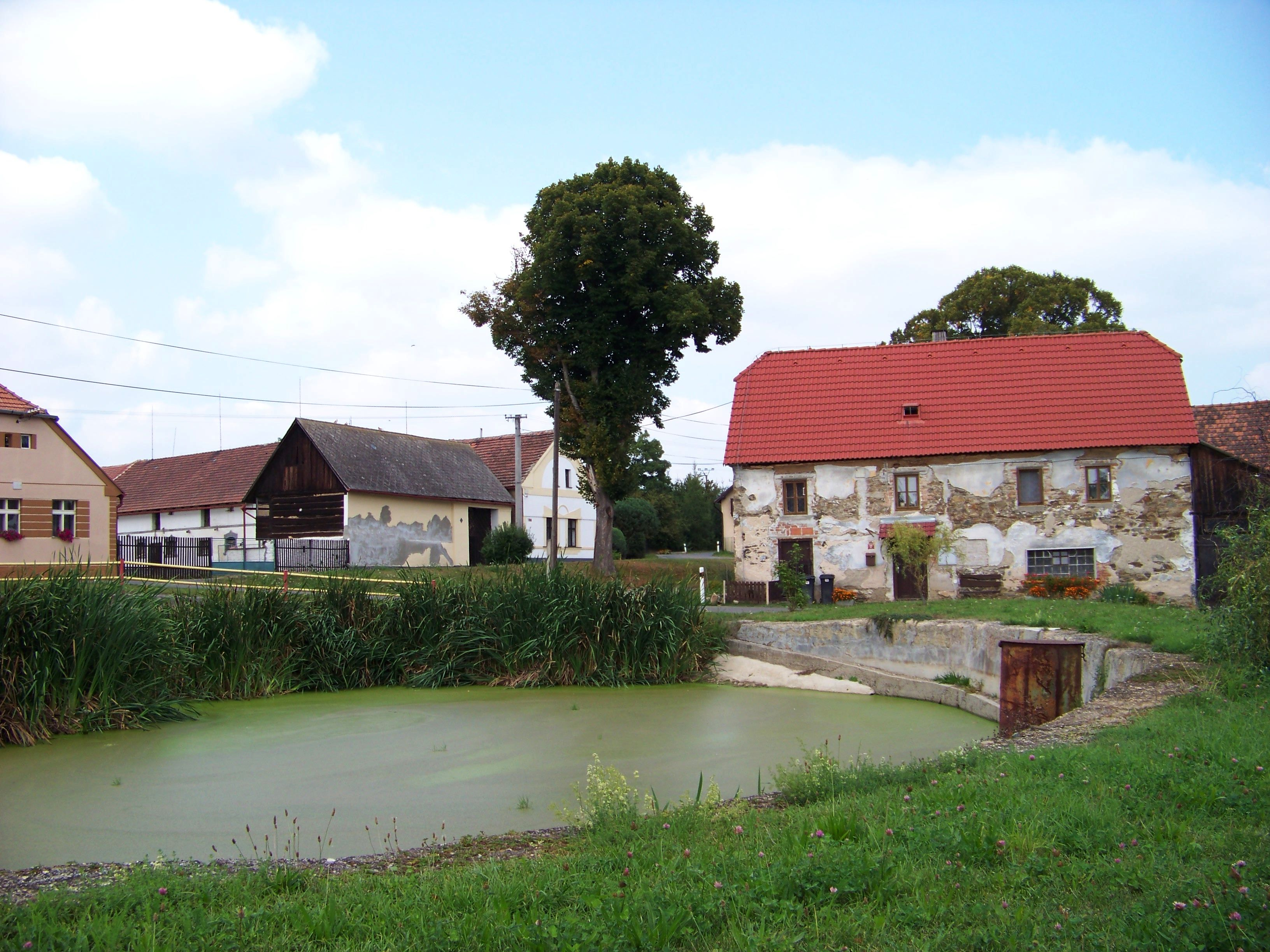
Huizen aan een vijver
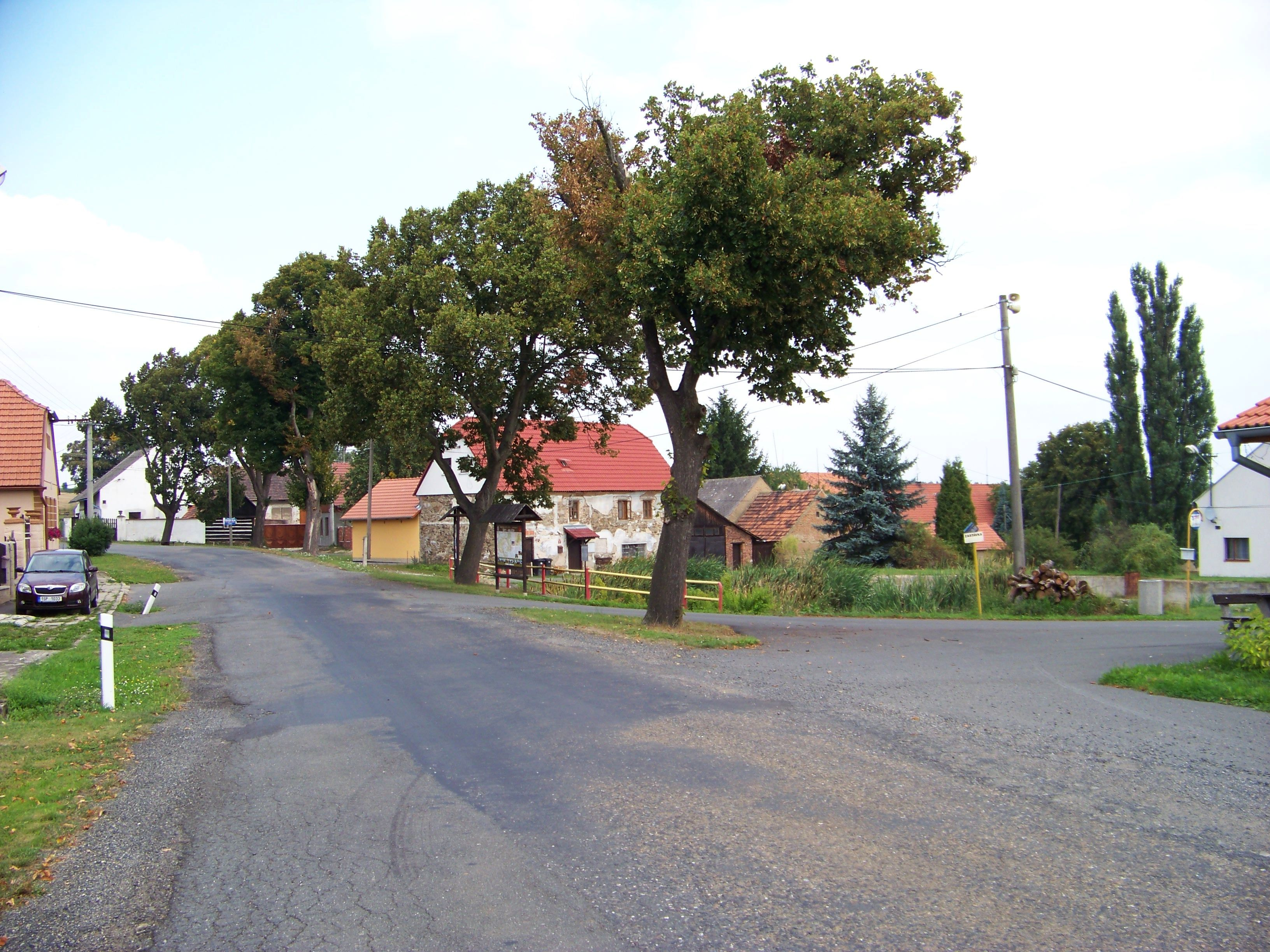
Straat in Milíčov (1)
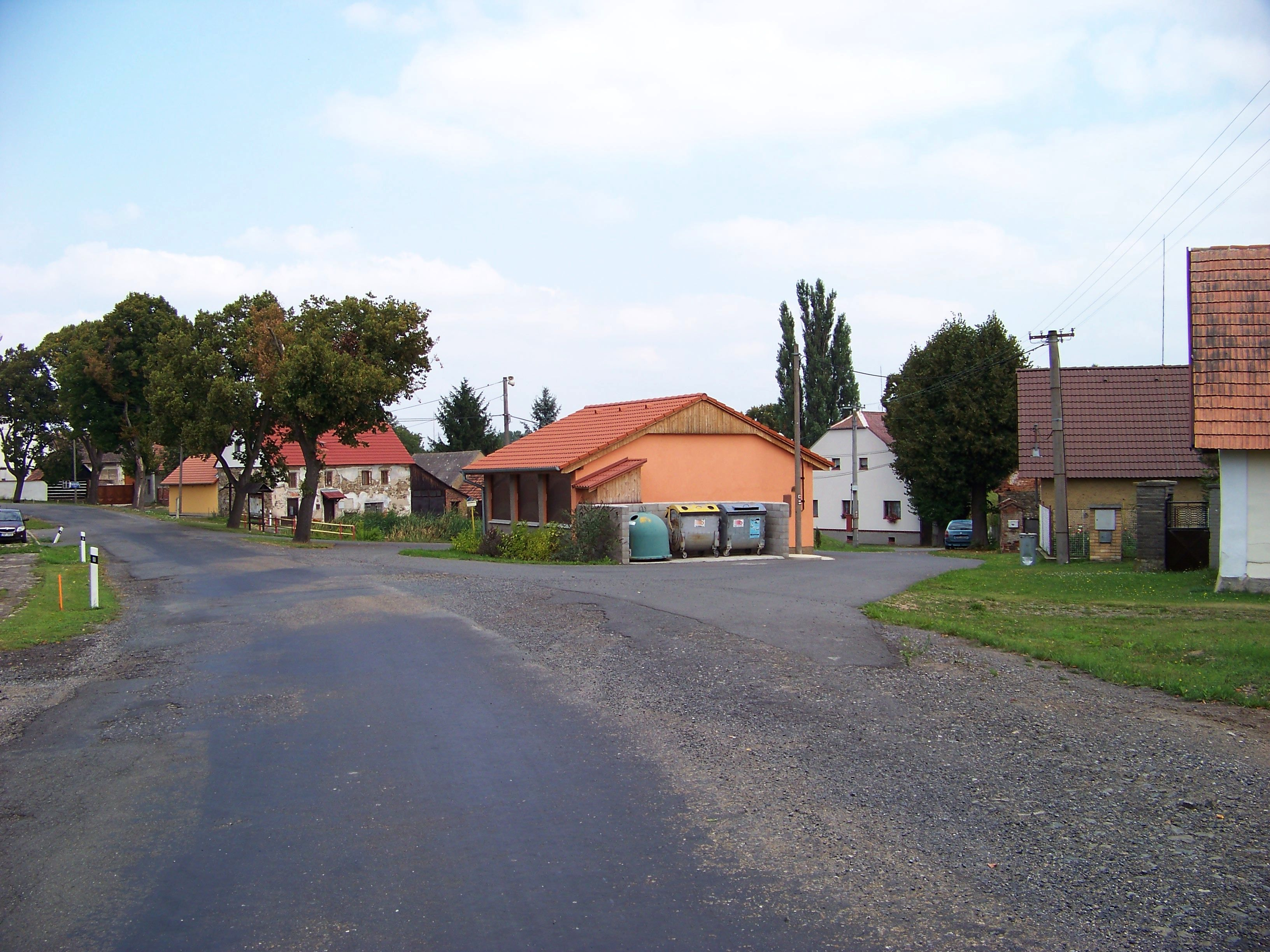
Straat in Milíčov (2)
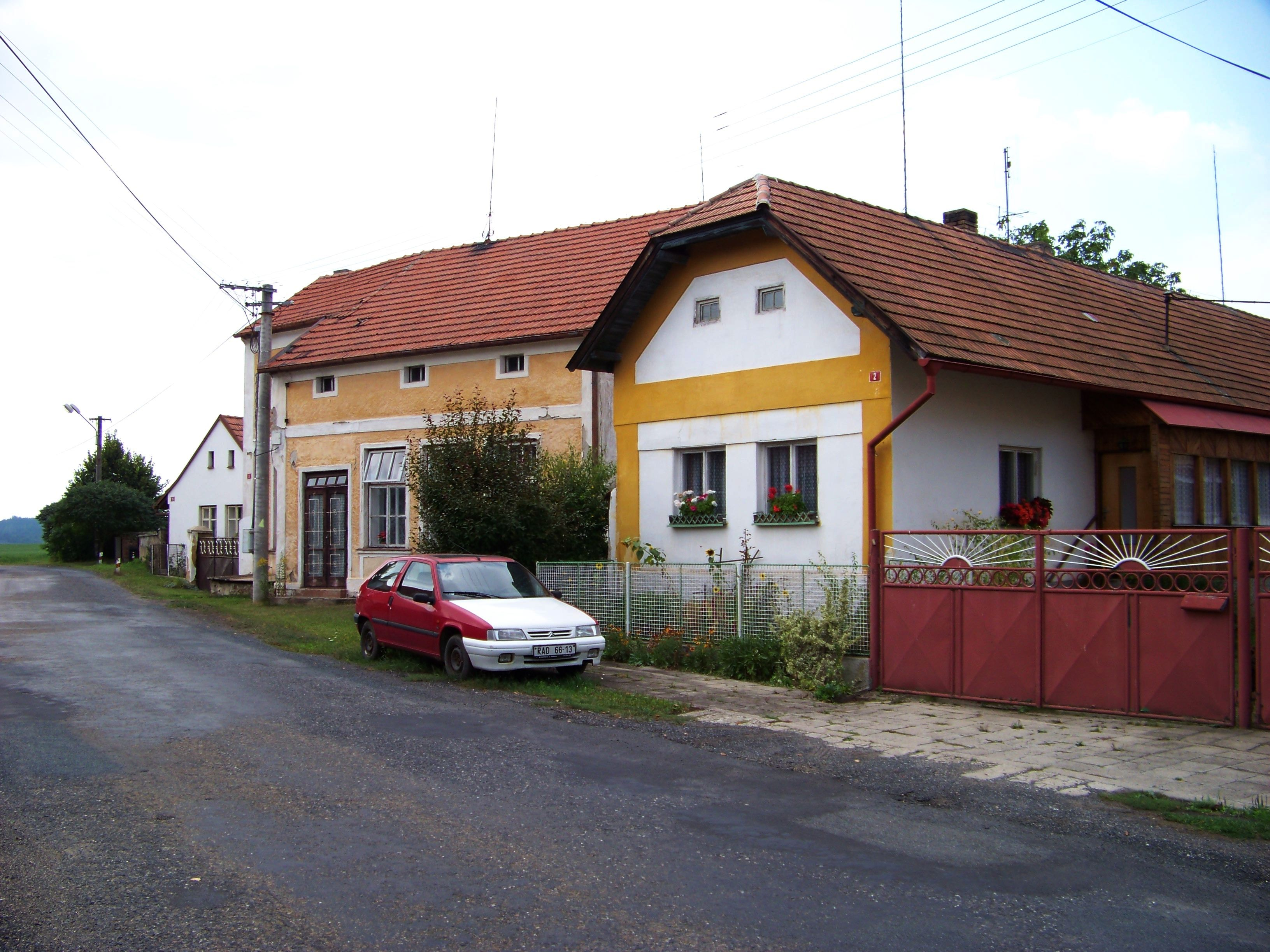
Gebouw in Milíčov
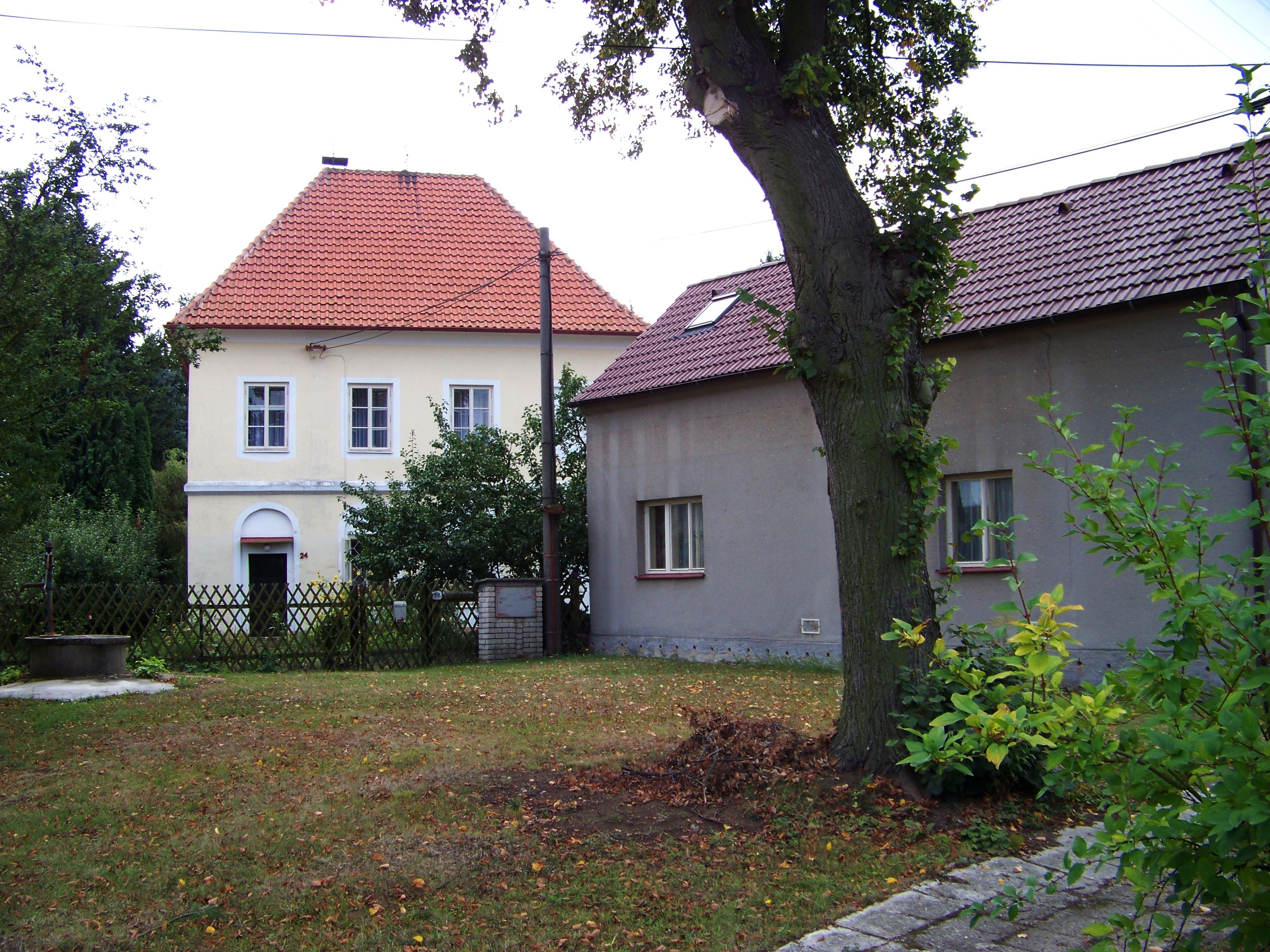
Huis in Milíčov
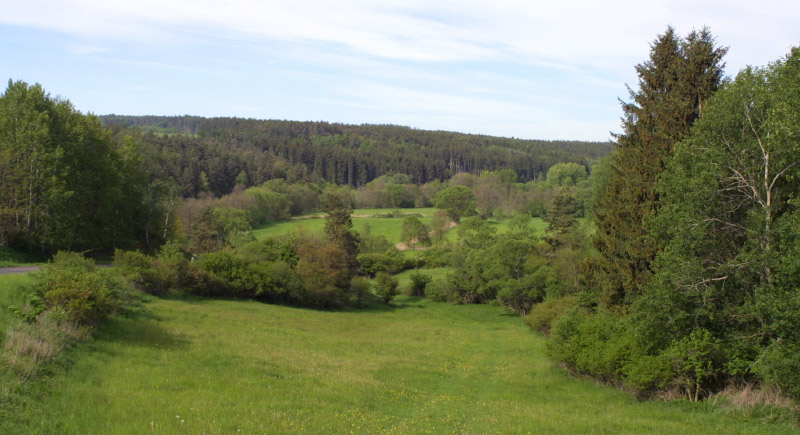
Javornicevallei tussen Březsko en Milíčov.
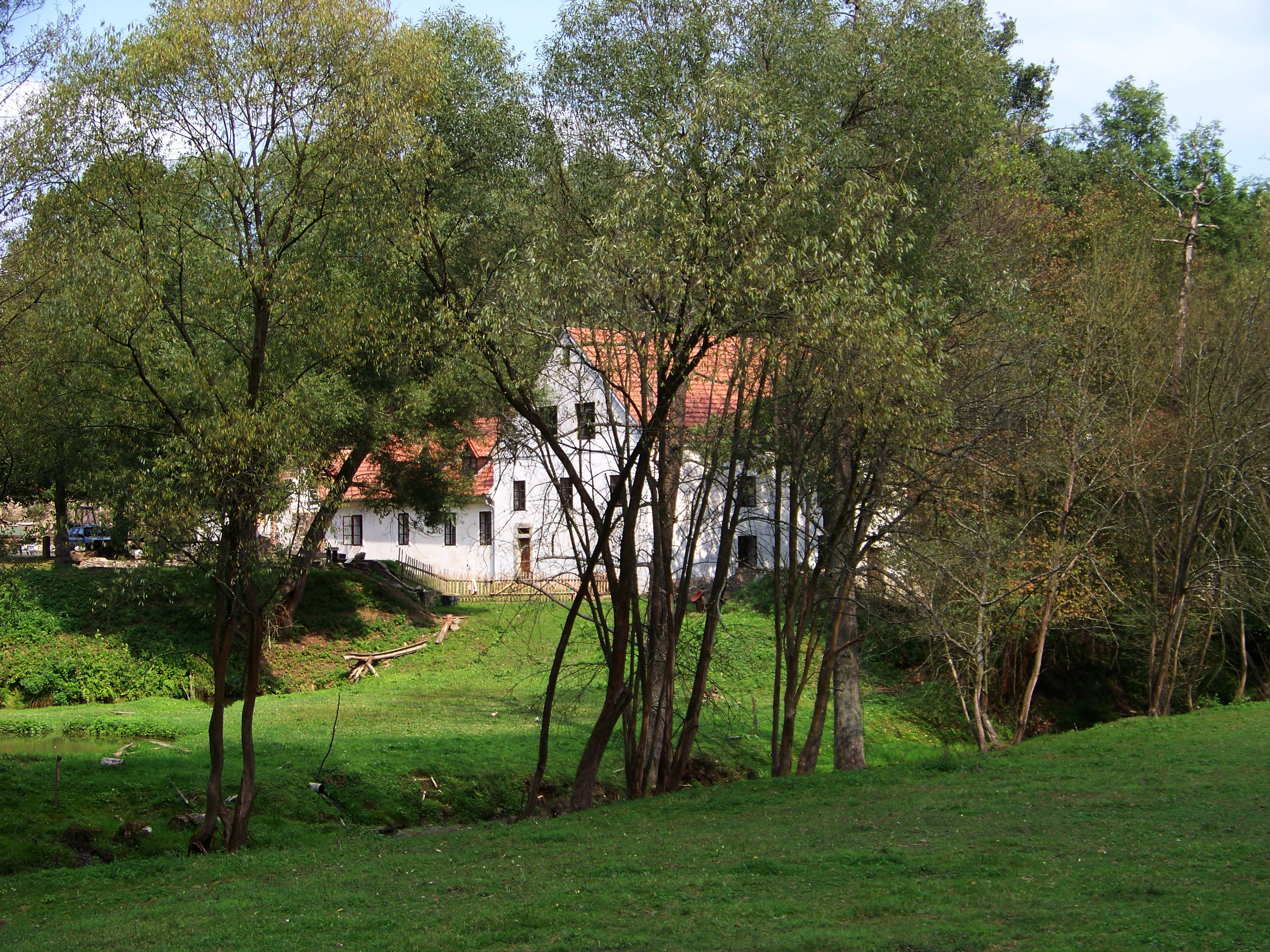
Molen nabij de Javornicevallei (1)
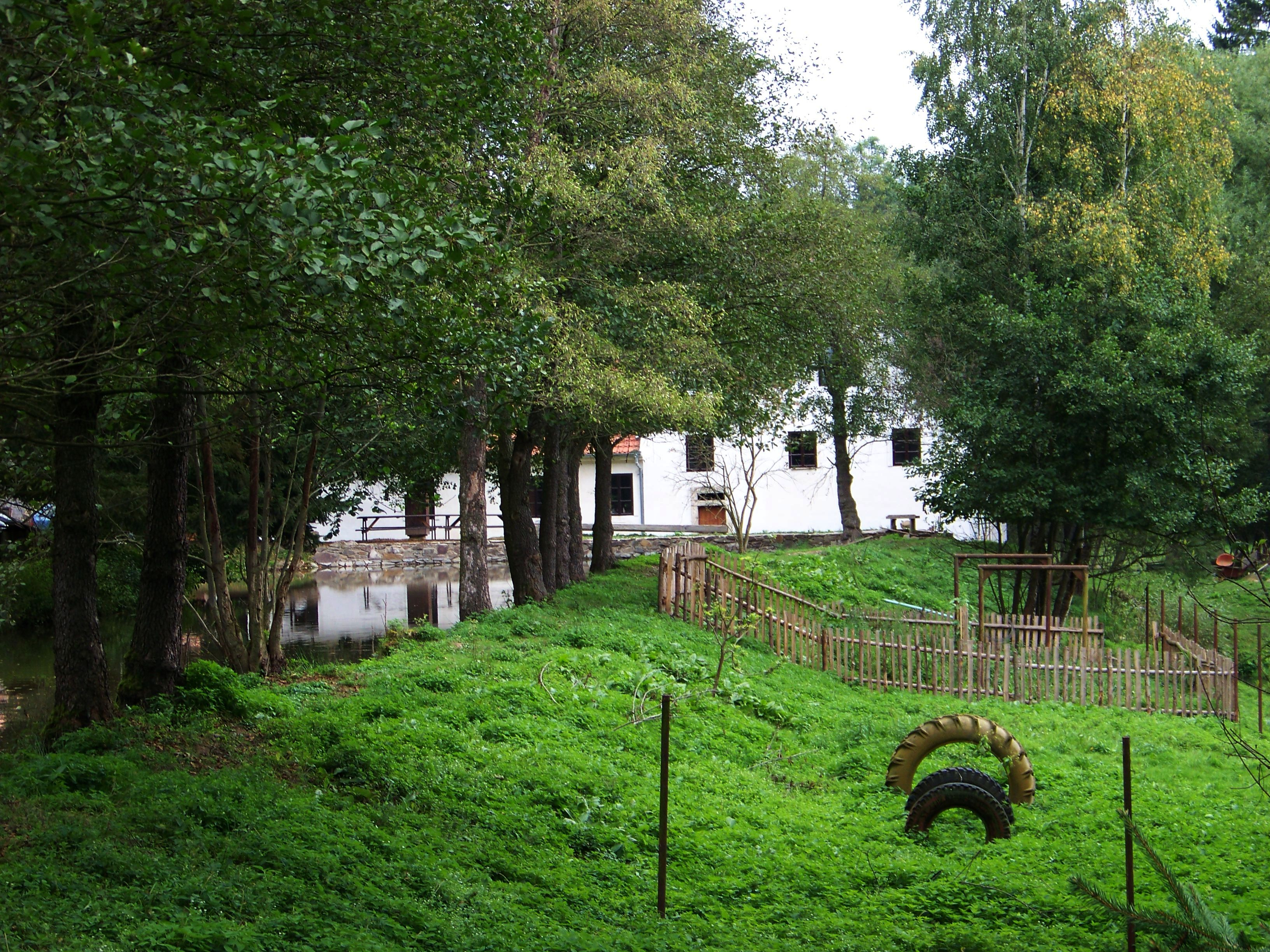
Molen nabij de Javornicevallei (2)